# Tracy Chapman (álbum)
Tracy Chapman é o álbum homônimo da cantora e compositora Tracy Chapman, lançado em 1988.

## História
Tracy Chapman atingiu o topo das paradas americanas e britânicas. O álbum foi aclamado pela crítica e ajudou a lançar o movimento da cantora e compositora dos anos 1990, que incluia artistas como Tori Amos e Sarah McLachlan. O primeiro single "Fast Car" foi muito popular, chegando a quinta posição nos Estados Unidos e a sexta no Reino Unido. O segundo single "Talkin' Bout a Revolution" não foi tão bem sucedido e chegou ao número 75 nos Estados Unidos, mas ganhou bastante destaque e também pontuou na Adult Contemporary, Modern Rock entre outras. "Baby Can I Hold You", o terceiro single, só chegou ao número 48 - porém, a canção chegou a segunda posição no Reino Unido quando Boyzone fez uma versão cover em 1997.
Tracy Chapman recebeu até então inéditas sete nomeações para o Grammy em 1989, Álbum do Ano, Gravação do Ano ("Fast Car"), Canção do Ano ("Fast Car"), Produtor do Ano para David Kershenbaum, Artista Revelação, Melhor Álbum de Folk Contemporâneo, e Melhor Performance Pop Vocal ("Fast Car"). Os últimos três foram ganhos.
Em 1989, o álbum foi eleito o número 10 na lista dos "100 Melhores Álbuns dos Anos 1980 da Rolling Stone." Em 2003, foi eleito o número 261 na lista dos 500 Melhores Álbuns de Todos os Tempos.

## Faixas
1. "Talkin' Bout a Revolution" – 2:39
2. "Fast Car" – 4:56
3. "Across the Lines" – 3:24
4. "Behind the Wall" – 1:49
5. "Baby Can I Hold You" – 3:14
6. "Mountains o' Things" – 4:39
7. "She's Got Her Ticket" – 3:56
8. "Why?" – 2:06
9. "For My Lover" – 3:12
10. "If Not Now..." – 3:01
11. "For You" – 3:09

## Paradas
| Ano  | Parada                                          | Posição |
| ---- | ----------------------------------------------- | ------- |
| 1988 | Estados Unidos The Billboard 200                | 1       |
| 1988 | Estados Unidos Billboard Top R&B/Hip-Hop Albums | 29      |
| 1988 | Suécia Albums Chart                             | 2       |

## Certificações
| Country     | Certifications (número das vendas) |
| ----------- | ---------------------------------- |
| Alemanha    | 9× Ouro                            |
| Reino Unido | 7× Platina                         |
| EUA         | 6× Platina                         |

## Grammy Awards
| Ano  | Vencedor      | Categoria                             |
| ---- | ------------- | ------------------------------------- |
| 1988 | "Fast Car"    | Melhor Performance Pop Vocal Feminina |
| 1988 | Tracy Chapman | Melhor Álbum de Folk Contemporâneo    |